# Медуницин, Юрий Борисович
Ю́рий Бори́сович Медуни́цин (19 апреля 1957 года, деревня Фоминская, Красноборский район, Архангельская область, РСФСР, СССР — 4 июля 2005 года, Архангельск, Российская Федерация) — российский лесопромышленник, предприниматель, председатель Совета директоров ОАО «Северное лесопромышленное товарищество «Лесозавод №3» (2000—2005), депутат Архангельского областного собрания депутатов (2005), первый секретарь Архангельского областного комитета ВЛКСМ (1988—1991).
4 июля 2005 года был застрелен неустановленным киллером во дворе собственного дома.

## Биография
Юрий Медуницин родился в деревне Фоминская Красноборского района Архангельской области в семье рабочего. В 1964 году пошел в школу и в 1974 году закончил 10 классов 2-й средней школы города Приморско-Ахтарска Краснодарского края. В этом же году поступил на факультет механической технологии древесины Архангельского лесотехнического института (ныне Северный (Арктический) федеральный университет имени М. В. Ломоносова), окончив его в 1979 году по специальности «инженер-механик по машинам и механизмам деревообрабатывающей промышленности», после чего с июня по октябрь 1979 года проходил военные сборы и получил звание лейтенант. По распределению был направлен на Цигломенский лесопильно-деревообрабатывающий комбинат, где работал в должности старшего мастера кранового хозяйства, а с января 1981 года в должности старшего механика бирже-погрузочного цеха ЦЛДК.
Вскоре он активно занялся комсомольской работой. В октябре 1981 года Медуницин выдвигается для работы в аппарате Исакогорского райкома ВЛКСМ в должности заведующего отделом комсомольских организаций, в феврале 1982 года его избирают вторым секретарем, а в июне 1984 года – первым секретарем райкома комсомола. В сентябре 1985 года он избирается вторым секретарем Архангельского областного комитета ВЛКСМ, дойдя до самых высоких комсомольских постов в регионе. С 1988 по 1991 год — трудится на посту первого секретаря Архангельского областного комитета ВЛКСМ. На последней конференции регионального комитета комсомола сложил свои полномочия, передав их на оставшиеся два часа конференции Виктору Николаевичу Павленко, будущему мэру Архангельска и члену Совета Федерации Федерального Собрания Российской Федерации. По итогам конференции было признано прекращение деятельности ВЛКСМ, а областной комитет был реорганизован в региональную организацию Российского Союза Молодёжи, которую возглавил Павленко.
В своей комсомольской работе Медуницин целенаправленно занимался вопросами трудового воспитания молодежи, организации прогрессивных форм деятельности студенческих отрядов. Его всегда отличали настойчивость в достижении цели, компетентность в решении поставленных вопросов, хорошее знание комсомольского актива области. Пользовался авторитетом. Кроме работы в ВЛКСМ он параллельно вёл активную общественную работу — был членом областного комитета народного контроля, членом областного совета профсоюзов, председателем областного штаба «Комсомольского прожектора».
После 1992 года Медуницин работал заместителем директора по экономике ОАО «Лесозавод N12», генеральным директором компании «Золотица», а затем в ОАО «Соломбальский ЛДК» — начальником отдела реализации, заместителем директора по производству и коммерции.
В конце 90-х годов XX века Юрий Медуницин вместе со своей командой возглавил ОАО «СЛТ «Лесозавод N3» в Архангельске. С 1999 по 2000 год — в должности первого заместителя генерального директора лесозавода, а с 2000 по 2005 года на посту председателя Совета директоров.
В течение нескольких лет Медуницин был председателем совета ассоциации работодателей «Промышленники Поморья», признанным лидером лесной общественности Архангельской области. Он верил, что договорившись о сотрудничестве и создав обстановку для конструктивной работы, лесопромышленники региона смогут совместными усилиями отстаивать интересы архангельского ЛПК.
В 2000 году был избран депутатом Архангельского городского Совета, а в 2005 году — депутатом Архангельского областного Собрания депутатов четвертого созыва по одномандатным округам № 2, 3, 4 от Партии социальной справедливости. Будучи депутатом муниципального и регионального уровня Медуницин добивался выделения денежных средств на строительство поликлиники и оборудование городской больницы №4. Много внимания уделял развитию спорта, строительству в городских районах детских игровым площадок. Активно помогал в ремонте и оснащении школ в своем округе.
4 июля 2005 года, около 7 часов утра Юрий Медуницин был убит выстрелами из огнестрельного оружия во дворе своего дома на улице Попова, дом 15 в Архангельске во время прогулки с собакой. Охранника, на тот момент с ним не было — он, как правило, приходил ближе к 8 часам. Киллер совершил четыре выстрела из пистолета с глушителем, несколько из них попали в голову Медуницину. В 7 часов 12 минут свидетелями преступления была вызвана «скорую помощь» и остальные службы. На место происшествия оперативно прибыли врачи, а также сотрудники Октябрьского РОВД, областной и Октябрьской прокуратуры. Но помощь врачей уже не понадобились — Юрий Медуницин был убит на месте четырьмя выстрелами.
Прокуратурой Октябрьского округа Архангельска возбуждено уголовное дело по ст.105 ч.2 УК РФ («убийство»), следствие выдвинуло четыре следственно-оперативные версии убийства. Первая связывала произошедшее с профессиональной деятельностью Медуницина, вторая — с его общественной работой в качестве депутата. Также рассматривались версии убийства на почве личных отношений и об убийстве на почве невозвращения долгов. В частности, в квартире Юрия Медуницина  обнаружены расписки, по которым он давал в долг большие суммы денег. Однако, несмотря на длительное расследование, установить исполнителя и заказчика преступления так и не удалось. Убийство Медуницина стало одним из многих, в череде заказных убийств бизнесменов, совершенных в Архангельске в начале и середине 2000-х годов.
Юрий Медуницин был похоронен в Архангельске на Кузнечевском (Вологодском) кладбище, на могиле был установлен памятник.

## Cемья
- Юрий Медуницин был женат, воспитывал двоих детей.

## Награды
- Грамоты и благодарности региональных и муниципальных органов власти Архангельской области
- Почетные грамоты обкома ВЛКСМ и ЦК ВЛКСМ — за успехи в коммунистическом воспитании молодежи

## Память
- Ежегодно в Архангельске проводятся турниры по волейболу памяти Юрия Медуницина[10][11]. Такая традиция сложилась потому, что первый городской турнир по волейболу в Архангельске состоялся в 2002 году, и его непосредственным идейным вдохновителем и инициатором был Юрий Медуницин[12].
- 20 апреля 2012 года, на стене здания управления лесозавода № 3 в Архангельске была установлена мемориальная доска в память о Юрии Медуницине. Решение о её установке было принято Архангельской городской думой[13].

## Мнения
«Юрий Борисович был ярким человеком, таких людей нужно помнить — они многое сделали для нашей страны и нашего города. Будучи депутатом областного Собрания, Юрий Борисович очень многое сделал для своего округа. Как депутат он отличался прямолинейностью, открытостью при отстаивании позиций своих избирателей.»— Виталий Фортыгин, председатель Архангельского областного собрания депутатов (2000—2013)

«Я хорошо знал Юрия Борисовича Медуницына. Это была огромная потеря для лесозавода. Именно он тянул инвестиции на предприятие. При нём предприятие модернизировалось, появилась окорка для сухого хранения древесины. К сожалению, ту динамику, которую он задал в свое время, не подхватили следующие руководители. Не была проведена глубокая модернизация, не был сохранен лесфонд, который мог быть гарантом работы и экономической эффективности. Да и собственники у предприятия в разное время были разные, поэтому не было единой стратегии. А при Юрии Медуницыне была общая стратегия. Если бы она была подхвачена, то тогда завод, возможно, пришел бы к производству продукции с высокой прибавочной стоимостью.»— Андрей Аннин, бизнесмен, депутат Архангельского областного собрания депутатов

«Очень трудно говорить о Юрии Борисовиче, о Юре в прошедшем времени. Для нас, для друзей, родных, он живой всегда.»— Виктор Павленко, мэр Архангельска (2008–2016), член Совета Федерации ФС РФ (с 2016 года)